# Sojus TM-33
Sojus TM-33 ist die Missionsbezeichnung für den Flug eines russischen Sojus-Raumschiffs zur Internationalen Raumstation (ISS). Es war der dritte Besuch eines Sojus-Raumschiffs bei der ISS und der 109. Flug im Sojusprogramm.

## Besatzung

### Startbesatzung
- Wiktor Michailowitsch Afanassjew (4. Raumflug), Kommandant ( Russland)
- Claudie Haigneré (2. Raumflug), Bordingenieurin ( CNES/ Frankreich)
- Konstantin Mirowitsch Kosejew (1. Raumflug),  Bordingenieur ( Russland)

### Ersatzmannschaft
- Sergej Wiktorowitsch Saljotin, Kommandant
- Nadeschda Wassiljewna Kuschelnaja, Bordingenieurin

### Rückkehrbesatzung
- Juri Pawlowitsch Gidsenko (3. Raumflug), Kommandant ( Russland)
- Roberto Vittori (1. Raumflug), Bordingenieur ( ESA/ Italien)
- Mark Shuttleworth (1. Raumflug),  Weltraumtourist ( Südafrika)

## Weitere Flugdaten
- Kopplung ISS: 23. Oktober 2001, 10:44 UTC (an das Modul Sarja)
- Abkopplung ISS: 20. April 2002, 09:16 UTC (vom Modul Sarja)
- Kopplung ISS: 20. April 2002, 09:37 UTC (an das Modul Pirs)
- Abkopplung ISS: 5. Mai 2002, 00:31 UTC (vom Modul Pirs)